# Мокрая Сыня
Мокрая Сыня — река в Шурышкарском районе Ямало-Ненецкого АО, правая составляющая (исток) реки Сыня. Длина реки 87 км, площадь водосборного бассейна — 1380 км². Исток находится в горах Войкарсыньинского массива на высоте свыше 886 м. Притоки: в 2 км по правому берегу Пальникъёль, в 22 км — Колодаю, в 29 км Налиматывис, в 40 км по левому берегу — Итермавадвис, в 48 км по правому берегу Колокольня, в 58 км — Визувшор, в 67 км по левому берегу Бадьявож, в 75 км — Шуйгаюив, в 78 справа Веськыдъюив.

## Данные водного реестра
По данным государственного водного реестра России относится к Нижнеобскому бассейновому округу, водохозяйственный участок реки — Обь от впадения реки Северная Сосьва до города Салехард, речной подбассейн реки — бассейны притоков Оби ниже впадения Северной Сосьвы. Речной бассейн реки — (Нижняя) Обь от впадения Иртыша.
Код объекта в государственном водном реестре — 15020300112115300029859.